# Balledent
Balledent är en kommun i departementet Haute-Vienne i regionen Nouvelle-Aquitaine i västra Frankrike. Kommunen ligger i kantonen Châteauponsac som tillhör arrondissementet Bellac. År 2022 hade Balledent 199 invånare.

## Befolkningsutveckling
Antalet invånare i kommunen Balledent
| Referens: INSEE |